# Herzog (Fotografenfamilie)
Mehrere Generationen der Familie Herzog in Bremen und Hemelingen waren namhafte Fotografen, Erfinder und Hersteller von fotografischen Materialien.
Laurentius Christoph Herzog (2. März 1831 bis 19. August 1913) eröffnete 1850 in Bremen ein Daguerreotypieatelier, das als Fotografenbetrieb bis 1884 bestand. Seine Spezialität waren Stereoskopbilder, für die er auf der Hamburger Photoausstellung von 1868, die er auch als Juror begleitete, gerühmt wurden. Um 1870 entstanden seine Aufnahmen aus dem Harz, ab 1873 war er auch auf Norderney tätig.
Laurentius Herzog übte neben seinem Malergeschäft von 1853 bis 1860 auch das Fotografenhandwerk aus, er starb vor 1878. Sein Bruder Hermann Ottomar Herzog (16. November 1831 bis 6. Februar 1932) war ein berühmter Kunstmaler der Düsseldorfer Schule.

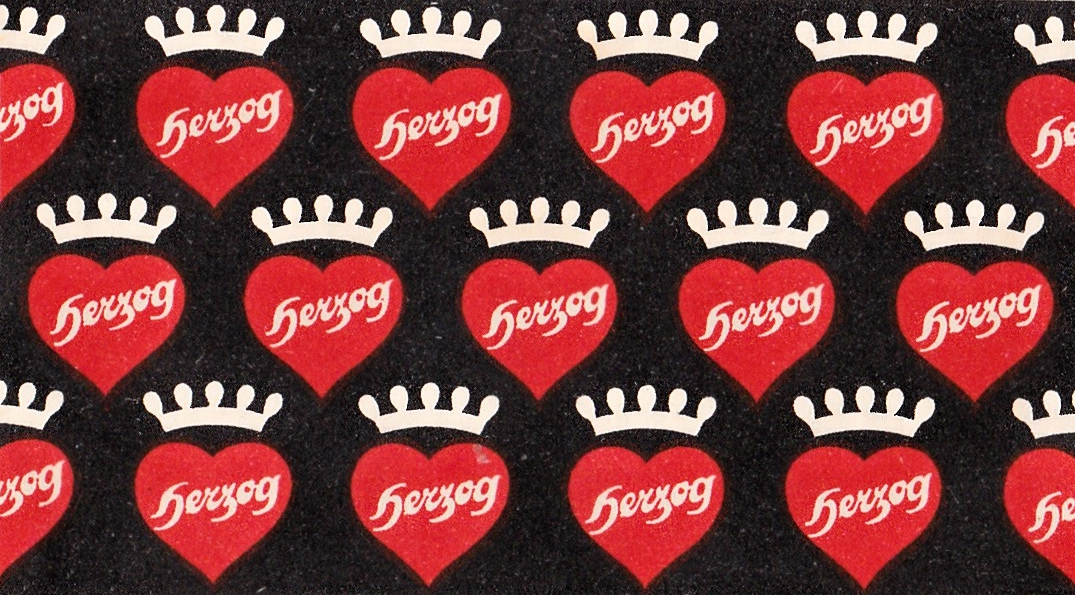
Logo der Firma Johannes Herzog & Co., um 1938

Johann Carl Herzog unterhielt 1857 bis 1866 ein fotografisches Atelier in Bremen und gründete 1866 in Hemelingen bei Bremen, das bis 1939 zur preußischen Provinz Hannover gehörte, die Fabrik Joh. Herzog für fotografische Verbrauchsmaterialien, die ab 1885 als Johannes Herzog & Co. mit Laurentius Herzog als Teilhaber firmierte. Johann Carl Herzog starb nach 1911.
Laurentius´ ältester Sohn Carl Herzog (1874–1962) trat 1890 in die Firma ein und übernahm 1907 zusammen mit seinem Bruder Dr. Hans  Herzog († 1938) deren Leitung.

Produkte der Firma waren Fotochemikalien und ab 1888 Trockenplatten. 1892 wurde die erste deutsche Trockenplatten-Gießmaschine in Hemelingen aufgestellt. 1901 soll die Firma den ersten deutschen Tageslichtrollfilm auf den Markt gebracht haben. Bedeutende Produktentwicklungen waren 1920 die höchstempfindliche Fotoplatte Sonja EW mit feinster Gradation, der mit hohem Marktanteil verkaufte Rollfilm Isodux 23o, vor allem das international beachtete Farbverfahren Duxochrom, das 1929 in den Handel kam, auch in den USA als Colorstil vermarktet und noch bis 1963 produziert wurde sowie schließlich ein Röntgen-Zahnfilm. Um 1956 war neben Carl Herzog noch Ernst Thalau als Gesellschafter tätig. Carl starb 1962, 1964 wurde die Firma durch den Schwiegersohn und Geschäftsführer Ernst Thalau aufgelöst.

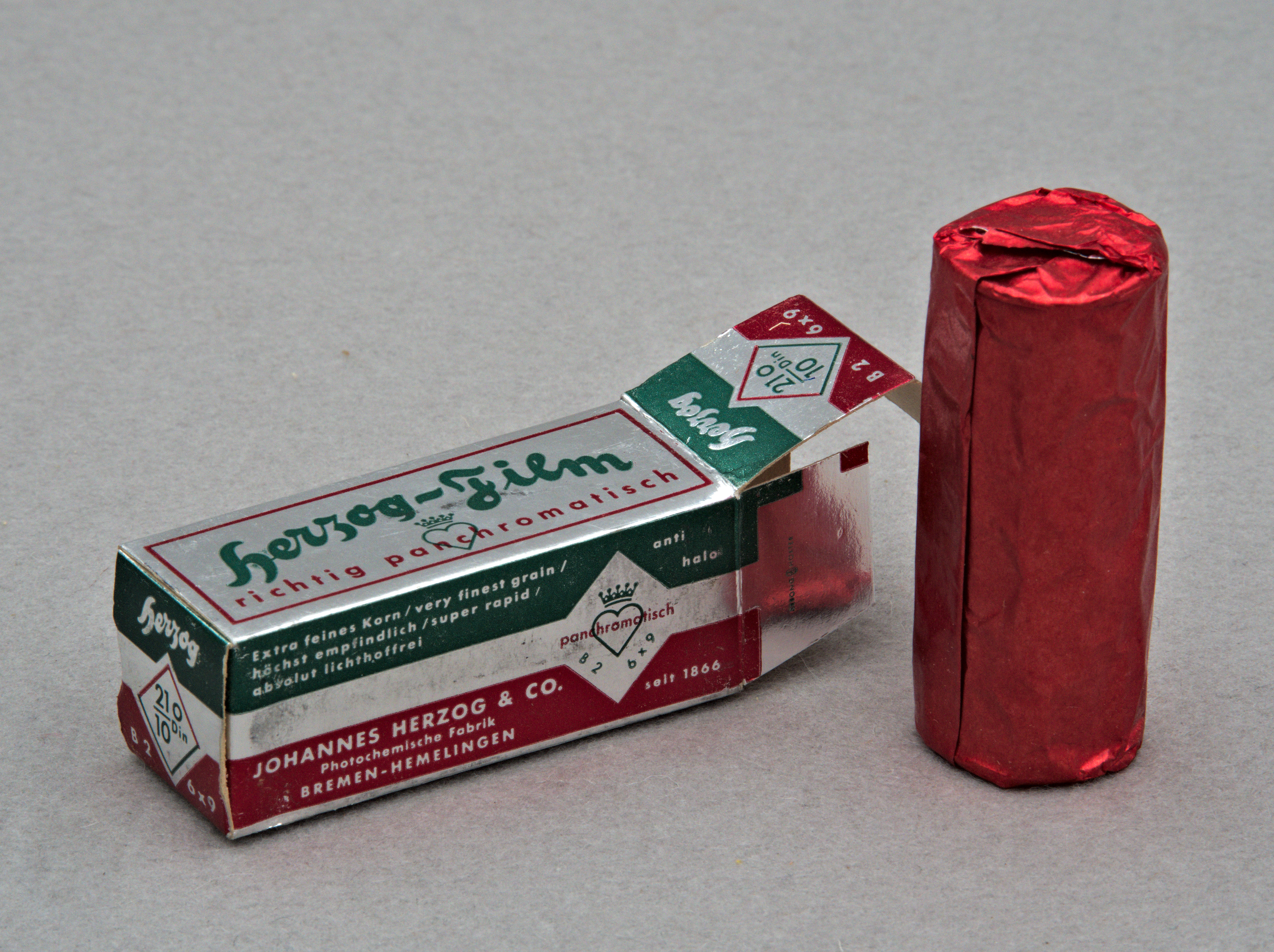
Ein Rollfilm der Firma Herzog